# Bitwa pod Yellow Ford
Bitwa nad Yellow Ford, znana także jako bitwa nad Żółtym Brodem (irl. Beal an Atha Buidhe) – starcie zbrojne, które miało miejsce 14 sierpnia 1598 r. w trakcie irlandzkiej wojny dziewięcioletniej (1594–1603). Do bitwy doszło na południe od miejscowości Armagh (irl. Ard Mhacha) w północnej Irlandii.
Walka rozegrała się pomiędzy irlandzkimi oddziałami rebelianckimi, dowodzonymi przez Aodha O’Neilla oraz Aodha O’Domhnailla (ang. Red Hugh O’Donnell), a siłami angielskimi, dowodzonymi przez Henry’ego Bagenala, próbującymi przejąć kontrolę na fortem w okolicy rzeki Blackwater. Podczas marszu z miejscowości Armagh Anglicy zostali zaatakowani z zasadzki przez siły irlandzkie, które zadały im spore straty.

## Bitwa
Ziemie, przez które przechodziły wojska angielskie, pokryte były licznymi pagórkami i terenami zabagnionymi, co umożliwiło Irlandczykom przygotowanie zasadzki. Siły O’Neilla okopały się tam, kopiąc rowy i zasieki. Wkrótce po opuszczeniu miasta Armagh Anglicy dostali się pod ostrzał muszkietów irlandzkich, co spowodowało rozdzielenie się kilku kompanii. Żołnierze angielscy nie mogli liczyć na swoje działa, gdyż te ugrzęzły w błotnistym terenie.
Całkowity chaos i zwątpienie w szeregach angielskich pogłębiły się po śmierci Bagenala, który został postrzelony w głowę. W chwilę potem eksplodował proch w obozie angielskim. Zamieszanie wykorzystali Irlandczycy. przypuszczając atak na przeciwnika - kawalerzyści wpadli pomiędzy uzbrojone w miecze wojska piechoty, dokonując jej rzezi. Ci z Anglików, którzy ocaleli, próbowali przedostać się z powrotem do Armagh, rozpoczynając odwrót. Irlandczycy podjęli pościg, docierając do samego miasta, które następnie otoczyli. Po trzydniowych rokowaniach Anglicy mogli opuścić miasto, pozostawiając całą broń i amunicję.
W trakcie bitwy Anglicy stracili 1 500 do 2 000 żołnierzy, wśród nich 18 wysokiej rangi oficerów. Setki żołnierzy zdezerterowały na stronę rebeliantów. Z liczby 4 000 ludzi, którzy opuścili Armagh, powróciła zaledwie połowa. Po stronie irlandzkiej straty szacowane są na 200 zabitych i 600 rannych.